# Union des Communistes Marxistes-Léninistes de Belgique
De Union des Communistes Marxistes-Léninistes de Belgique (UCMLB) was een kleine Peking-gezinde communistische (marxistisch-leninistische) politieke partij in België. Ze werd opgericht in 1972 en hield op te bestaan in 1976. De partij was ook actief onder de namen Tout le Pouvoir aux Travailleurs (TPT) en Unité Rouge. Ze gaf het Bulletin Marxiste-Léniniste uit.

## Bekende leden
- Michel Collon[1]
- Eric Pollet, voorzitter[2]
- Pierre Marage, vicerector van de Université Libre de Bruxelles[3]
- Nadine Rosa-Rosso, later PVDA[3]